# Балога Андрій Вікторович
Андрій Вікторович Балога (нар. 19 квітня 1988) — український політик, мер Мукачева.

## Життєпис
Народився 19 квітня 1988 року. Після закінчення 9-го класу Мукачівської гімназії 2003 року, навчався в школі міста Рола штат Північна Дакота (США), яку закінчив 2005 року. В 2005 році здобув середню освіту у Мукачівській гімназії (екстерном). 
У офіційній біографії вказано, що протягом 2005—2011 років він навчався в Університеті Північної Дакоти в США, але згідно з журналістським розслідуванням, цього університету Балога ніколи не закінчував.

## Кар'єра
З червня 2011 по жовтень 2015 року — директор ТОВ «Мукачівський інститут меблів».
У 2013 р. — депутат Закарпатської обласної ради, голова фракції «Єдиний центр».
З листопада 2015 року — мер Мукачева.

## Розслідування
10 жовтня 2023 року до Балоги та Михайла Ланьо прибули з обшуками СБУ та НАБУ у справі щодо корупційних схем з продажу комунальної власності за заниженими цінами. Зокрема, продаж землі біля стадіону Авангард, через що можливо бюджет недоотримав 100 млн грн.
25 червня 2024 року СБУ та НАБУ затримали мера Мукачева Андрія Балогу та голову Мукачівської райради Михайла Ланьо (прізвисько «Блюк») за зловживання службовим становищем. За даними слідства, вони прийняли рішення про продаж за заниженою вартістю земельної ділянки комунальної власності площею понад 3 га.
26 червня 2024 року Вищий антикорупційний суд узяв Балогу під варту з заставою 30 млн грн. 27 червня заставу внесли. Того ж дня іншому фігуранту справи, колишньому начальнику земельного відділу Мукачівської міськради, обрали аршет на 2 місяці з заставою 5 млн грн.

## Родина
- Батько — Балога Віктор Іванович.
- Мати — Балога Оксана Анатоліївна
- Дружина Едіта, син Андрій та донька Софія [1].